# 阿夢露光大
阿夢露 光大（あむうる みつひろ、1983年8月25日 - ）は、ロシア連邦・沿海地方レソザボズク出身で阿武松部屋に所属していた元大相撲力士。身長191cm、体重128kg。本名は、ニコライ・ユーリィヴィッチ・イワノフ（ロシア語キリル文字表記：Николай Юрьевич Иванов）。最高位は東前頭5枚目（2015年11月場所）。好物は刺身、地鶏のたたき、もつ鍋。嫌いなものはカレー。

## 来歴
相撲経験は皆無で、学生時代はボクシングに打ち込んでおり、ロシア在住時代はシベリア鉄道の運転士を志望していた。高校卒業後、姉の夫である日本人の義兄に相撲を勧められ、船で2日間かけてロシアから来日した。最初相撲はあまり知らなかったが、相撲部屋の稽古を見て力士たちの努力とパワーを感じ取った。田上明を通じて師匠の阿武松（押尾川部屋での田上の兄弟子にあたる）に連絡が渡り、18歳の時に同じロシア出身のボラーゾフ兄弟（露鵬・白露山）と共に来日して阿武松部屋へ入門し、2002年5月場所において初土俵を踏んだ。四股名は故郷ロシアのアムール川に因み、「夢を持ってロシアから阿武松部屋に来た」との意味を込め、作詞家の中山大三郎によって名付けられた。三段目までは順調に番付を上げていったが、90kg台の細身の体型であったために幕下と三段目を往復する生活が長く続き、初土俵の同期である露鵬と白露山に大きく差を付けられてしまった。入門してからしばらくは米が苦手であったため、後援会からパンを山ほど送ってもらったという。2007年3月場所12日目には、朝道龍に一本背負いで敗れている。徐々に体重も増え始めた2008年以降は幕下に定着し、2010年7月場所には自己最高位となる東幕下8枚目まで番付を上げたものの、4日目の舛ノ山戦で敗れた際に左膝前十字靱帯に重傷を負って途中休場を余儀なくされた。翌11月場所と2011年1月場所を全休し、手術はせずに故障部位周辺の筋力強化のリハビリに取り組んで早期の復帰を目指した。
休場の間に三段目下位まで番付を落としたが、休場明けとなった同年5月技量審査場所では6勝1敗の好成績を挙げ、翌7月場所でも7戦全勝の成績を挙げて三段目優勝を果たし、休場前と同じ東幕下8枚目の位置まで番付を戻した翌9月場所でも5勝2敗の好成績を挙げた。西幕下2枚目の位置で迎えた翌11月場所でも6勝1敗と大きく勝ち越し、優勝決定戦で勝誠に負けて優勝は逃したものの、場所後の番付編成会議で2012年1月場所における新十両への昇進が決定した。初土俵から所要57場所の十両昇進は、外国出身力士の中では2001年5月場所の若東（ブラジル出身・玉ノ井部屋）の58場所に次ぐスロー記録となった。昇進の際には「凄くうれしい。夢みたいです。（昨年に左膝の前十字じん帯を断裂しただけに）膝に筋肉をつけて、ケガをしない体をつくった。大関や横綱になりたい」とコメント。
新十両で迎えた2012年1月場所では、2日目に双大竜に敗れた後から9連勝し、11日目の時点で10勝1敗と非常に好調な成績を収めていた。しかし、12日目に琴勇輝に敗れた際に右膝前十字靭帯断裂という重傷を負ってしまい、優勝争いの先頭に立っていながらも13日目から休場し、最終的にはこの場所を10勝3敗2休の成績で終えた。同年3月3日に負傷した右膝の完治を目指して手術を行った。そのため自己最高位となる東十両3枚目まで躍進した翌3月場所を全休し、一気に幕下へと陥落した翌5月場所以降も休場を続け、同年11月場所まで5場所連続して全休した。入門から10年経ったところで怪我をして、治療には1年かかると言われたため、阿武松は「10年頑張ってここまで来たから、このまま相撲を辞めると言ってきても、オレは阿夢露を認めているから、良く頑張ったと送り出す」と言っていたが、当の阿夢露は「もう一度化粧廻しをつける」と復帰を諦めなかった。
序二段まで番付を下げた2013年1月場所において1年ぶりに出場し、同場所では7戦全勝の成績を挙げて序二段優勝を果たした。その後3月場所も5勝2敗、5月場所・7月場所も各6勝1敗、9月場所と11月場所では5勝2敗と、関取復帰が近づいている状況にあった。2014年1月場所は勝ち越せば状況次第で再関取となる中4番相撲で勝ち越しを果たし、最終的に5勝2敗の成績。場所後には、同年3月場所での2年ぶりの十両復帰が決まった。復帰の場所は12日目までに7敗を喫したが、最後3連勝で勝ち越しを果たした。同年9月場所は西十両筆頭で9勝6敗の成績を残し、翌11月場所に新入幕。これにより、初土俵から所要74場所と外国出身力士で最も遅い新入幕を果たした。ロシアからの新入幕は、2008年11月場所の阿覧以来5人目。しかし幕内の壁に苦しみ、最終的には5勝10敗に終わった。翌2015年1月場所は十両に陥落したが、十両筆頭で勝ち越し、翌場所の再入幕を果たした。翌3月場所では初日から2連勝と好調の滑り出しだったが、3日目から9日目まで7連敗と追い込まれてしまい、13日目まで4連勝と盛り返した。しかし14日目に惜しくも負け越しが決まり、結果的には7勝8敗で場所を終えた。運良く幕尻にとどまった翌5月場所では9勝をあげ、自身初となる幕内勝ち越しを果たした。前頭10枚目で迎えた翌7月場所では、11日目に勝ち越しを決めたが終盤に4連敗し、8勝7敗で終えた。同場所4日目の佐田の富士戦では黒星を喫したものの、4分39秒の大熱戦で館内を沸かせた。翌9月場所でも幕内での3場所連続の勝ち越しを決め、8勝7敗で場所を終えた。自己最高位の東前頭5枚目で迎えた翌11月場所は初日に遠藤を破り白星発進したが2日目から5連敗、11日目に負け越しが決まり、4勝11敗と、新入幕の場所以来1年ぶりの2桁黒星に終わった。2016年5月場所は怪我で途中休場となり、これにより8場所連続で務めた幕内の地位を離れることとなった。十両陥落後も精彩を欠き、2017年1月場所を最後に18場所連続で務めた関取の地位も手放すこととなった。3月場所は東幕下筆頭で迎え、3勝3敗で7番相撲を迎えたもののこれに負けて3勝4敗。さらに翌5月場所は西幕下4枚目の地位で1勝6敗と精彩を欠き、番付を大きく落とした。以降は幕下中位での土俵が続いた。
2018年5月14日、両国国技館で会見し、引退を表明。記者会見では引退後は日本に留まりスポーツトレーナーを目指し、千葉市内のホテルで同年6月16日に断髪式を行う意向を示した。その意向通り、引退直前の2018年4月より日本語学校に通い、同年6月16日に断髪式を開催した。
2020年7月より、Zoomを使ってオンラインで相撲道場をおこなう予定が示された。同年8月の報道によると、千葉県内のジム「フレックス津田沼」でトレーナーとして活躍しており、四股や股割りなど、本物の相撲の要素を生かしたトレーニングを受けられるとあって、反響を呼んだ。
2021年6月17日、一般財団法人日本相撲振興財団のメンバーとして財団の活動に参加することが発表された。
2023年4月、フレックス津田沼のトレーナーを退職。日本の自動車部品をロシアに輸出する際の管理担当者となることを発表。
2024年10月、ロシア人女性と結婚。日本にて新婚生活をスタートする。
2025年4月5日にウズベキスタン国籍の男と共にカラオケ店で女性にわいせつな行為をして現金を奪ったとして、同年7月14日までに不同意性交と強盗の疑いで逮捕されたことが明らかとなった。認否は明らかにされず、東京地検は8月12日、不起訴処分とした。

## 取り口
大まかな傾向として組んでからじっくり攻める右四つの相撲を得意としており、前ミツを取って食い下がったり出し投げを放ったりもした。2016年3月場所前の座談会では浦風から「阿夢露と栃ノ心は不器用な四つ相撲を取るイメージがある」と評され、高崎からは「瞬発力や敏捷性がもうちょっとあればという感じで」と注文を付けていた。入幕当初は軽量であったので突き押しに対して脆さを見せていたが、次第に体重が140キロ近くまで増え、幕内に定着したころになるとリーチのある突きで突き押しに対抗する場面も見られるようになった。

## エピソード
- 初来日の際に船で富山県に到着した際、大都会をイメージしていたイワノフ青年は「来る国を間違えたか?」と驚いたという[2]。
- 日本食は来日して初めて食べたといい、生魚、生肉、レバ刺しも日本で初めて体験した。寿司も最初は生魚のネタに戸惑い、寿司屋でも玉子ばかり頼んでいた。一方、納豆にはすぐに適応した[2]。
  - 特に好きな日本食はすき焼き。逆にカレーは最初は胸焼けしたため慣れるのに時間がかかった[2]。
- 新弟子時代に餅が食べ物だとは一目では理解できず、石鹸と間違えていた[2]。
- 自身の現役時代に「若い衆はお茶を飲むのにコップや氷を使ってはいけない」というルールがあり、若い衆の頃はお茶は丼で飲んだ。また、膝の怪我が悪化していた頃はテーピングだけで月に4万円から5万円を使用していた。引退後も日常生活で膝が外れたりはまったりだという[19]。

## 略歴
- 初土俵：2002年5月場所
- 序ノ口：2002年7月場所
- 序二段：2002年9月場所
- 三段目：2003年7月場所
- 幕下：2005年3月場所
- 新十両：2012年1月場所
- 新入幕：2014年11月場所

## 主な成績
- 通算成績：411勝339敗69休 勝率.548
- 幕内成績：58勝73敗4休 勝率.443
- 十両成績：80勝68敗17休 勝率.541
- 現役在位：96場所
- 幕内在位：9場所
- 十両在位：11場所

### 各段優勝
- 三段目優勝：1回（2011年7月場所）
- 序二段優勝：1回（2013年1月場所）

### 場所別成績
| | 一月場所 初場所（東京）  | 三月場所 春場所（大阪） | 五月場所 夏場所（東京） | 七月場所 名古屋場所（愛知） | 九月場所 秋場所（東京）   | 十一月場所 九州場所（福岡） |
| --- | ------------------------ | ----------------------- | ----------------------- | --------------------------- | ------------------------- | --------------------------- |
| 2002年 （平成14年） | x                        | x                       | （前相撲）              | 東序ノ口43枚目 5–2          | 西序二段109枚目 5–2       | 西序二段65枚目 4–3          |
| 2003年 （平成15年） | 西序二段44枚目 3–4       | 東序二段57枚目 4–3      | 東序二段31枚目 6–1      | 東三段目68枚目 2–5          | 西序二段3枚目 4–3         | 西三段目83枚目 3–4          |
| 2004年 （平成16年） | 西三段目97枚目 3–4       | 東序二段11枚目 5–2      | 東三段目75枚目 3–4      | 東三段目89枚目 4–3          | 東三段目71枚目 5–2        | 東三段目39枚目 4–3          |
| 2005年 （平成17年） | 東三段目24枚目 5–2       | 西幕下60枚目 2–5        | 東三段目25枚目 4–3      | 西三段目12枚目 5–2          | 東幕下53枚目 3–4          | 西三段目4枚目 3–4           |
| 2006年 （平成18年） | 西三段目16枚目 4–3       | 西三段目2枚目 3–4       | 東三段目17枚目 4–3      | 東三段目5枚目 3–4           | 東三段目24枚目 5–2        | 西幕下59枚目 3–4            |
| 2007年 （平成19年） | 東三段目15枚目 5–2       | 東幕下56枚目 2–5        | 東三段目23枚目 4–3      | 西三段目12枚目 4–2–1        | 西三段目筆頭 6–1          | 東幕下29枚目 5–2            |
| 2008年 （平成20年） | 西幕下16枚目 4–3         | 西幕下12枚目 2–5        | 西幕下23枚目 4–3        | 西幕下19枚目 3–4            | 東幕下27枚目 3–4          | 西幕下34枚目 3–4            |
| 2009年 （平成21年） | 西幕下43枚目 4–3         | 東幕下36枚目 5–2        | 西幕下21枚目 3–4        | 西幕下28枚目 5–2            | 東幕下19枚目 2–5          | 東幕下32枚目 4–3            |
| 2010年 （平成22年） | 西幕下25枚目 5–2         | 西幕下17枚目 4–3        | 東幕下13枚目 4–3        | 東幕下8枚目 0–3–4           | 西幕下43枚目 5–2          | 東幕下28枚目 休場 0–0–7     |
| 2011年 （平成23年） | 西三段目8枚目 休場 0–0–7 | 八百長問題 により中止   | 西三段目68枚目 6–1      | 西三段目3枚目 優勝 7–0      | 東幕下8枚目 5–2           | 西幕下2枚目 6–1             |
| 2012年 （平成24年） | 西十両11枚目 10–3–2      | 東十両3枚目 休場 0–0–15 | 東幕下3枚目 休場 0–0–7  | 西幕下43枚目 休場 0–0–7     | 西三段目23枚目 休場 0–0–7 | 西三段目83枚目 休場 0–0–7   |
| 2013年 （平成25年） | 東序二段44枚目 優勝 7–0  | 西三段目44枚目 5–2      | 東三段目17枚目 6–1      | 東幕下41枚目 6–1            | 東幕下19枚目 5–2          | 西幕下9枚目 5–2             |
| 2014年 （平成26年） | 東幕下4枚目 5–2          | 東十両13枚目 8–7        | 東十両9枚目 8–7         | 東十両6枚目 10–5            | 西十両筆頭 9–6            | 東前頭14枚目 5–10           |
| 2015年 （平成27年） | 東十両筆頭 8–7           | 東前頭16枚目 7–8        | 西前頭16枚目 9–6        | 西前頭10枚目 8–7            | 東前頭7枚目 8–7           | 東前頭5枚目 4–11            |
| 2016年 （平成28年） | 西前頭11枚目 7–8         | 西前頭11枚目 7–8        | 西前頭12枚目 3–8–4      | 西十両5枚目 9–6             | 西十両3枚目 6–9           | 東十両7枚目 7–8             |
| 2017年 （平成29年） | 東十両10枚目 5–10        | 東幕下筆頭 3–4          | 西幕下4枚目 1–6         | 西幕下20枚目 4–3            | 東幕下15枚目 2–5          | 東幕下29枚目 5–2            |
| 2018年 （平成30年） | 西幕下18枚目 3–4         | 西幕下24枚目 2–5        | 東幕下39枚目 引退 0–0–1 | x                           | x                         | x                           |
| 各欄の数字は、「勝ち-負け-休場」を示す。 優勝 引退 休場 十両 幕下 三賞：敢=敢闘賞、殊=殊勲賞、技=技能賞 その他：★=金星 番付階級：幕内 - 十両 - 幕下 - 三段目 - 序二段 - 序ノ口 幕内序列：横綱 - 大関 - 関脇 - 小結 - 前頭（「#数字」は各位内の序列） |                          |                         |                         |                             |                           |                             |

### 幕内対戦成績
| 力士名   | 勝数 | 負数 | 力士名   | 勝数 | 負数 | 力士名   | 勝数 | 負数 | 力士名     | 勝数 | 負数 |
| -------- | ---- | ---- | -------- | ---- | ---- | -------- | ---- | ---- | ---------- | ---- | ---- |
| 碧山     | 0    | 1    | 明瀬山   | 1    | 0    | 朝赤龍   | 1    | 0    | 安美錦     | 1    | 1    |
| 荒鷲     | 0    | 2    | 勢       | 0    | 3    | 逸ノ城   | 0    | 1    | 遠藤       | 2    | 3    |
| 大砂嵐   | 1    | 0    | 隠岐の海 | 0    | 3    | 魁聖     | 1    | 2    | 臥牙丸     | 2    | 2    |
| 鏡桜     | 2    | 0    | 輝       | 1    | 0    | 北太樹   | 3    | 2    | 旭秀鵬     | 0    | 5    |
| 旭天鵬   | 1    | 1    | 琴勇輝   | 1    | 4    | 佐田の海 | 1    | 5    | 佐田の富士 | 1    | 3    |
| 常幸龍   | 2    | 1    | 正代     | 0    | 1    | 松鳳山   | 2    | 0    | 青狼       | 0    | 1    |
| 蒼国来   | 1    | 3    | 大栄翔   | 0    | 3    | 大翔丸   | 1    | 1    | 貴ノ岩     | 3    | 1    |
| 髙安     | 0    | 2    | 豪風     | 1    | 2    | 玉鷲     | 1    | 2    | 千代鳳     | 2(1) | 1(1) |
| 千代大龍 | 2    | 2    | 千代丸   | 3    | 0    | 時天空   | 3    | 0    | 德勝龍     | 2    | 3    |
| 栃乃若   | 1    | 0    | 豊ノ島   | 0    | 2    | 豊響     | 3    | 2    | 錦木       | 1    | 0    |
| 英乃海   | 2    | 0    | 富士東   | 1    | 0    | 誉富士   | 4    | 1    | 御嶽海     | 0    | 2    |
| 妙義龍   | 0    | 3    | 嘉風     | 1    | 1    |          |      |      |            |      |      |

## 改名歴
- 阿夢露 光大（あむうる みつひろ） 2002年5月場所 - 2018年5月場所